# Phostria argentigulalis
Phostria argentigulalis là một loài bướm đêm trong họ Crambidae.